# Marcel Godivier

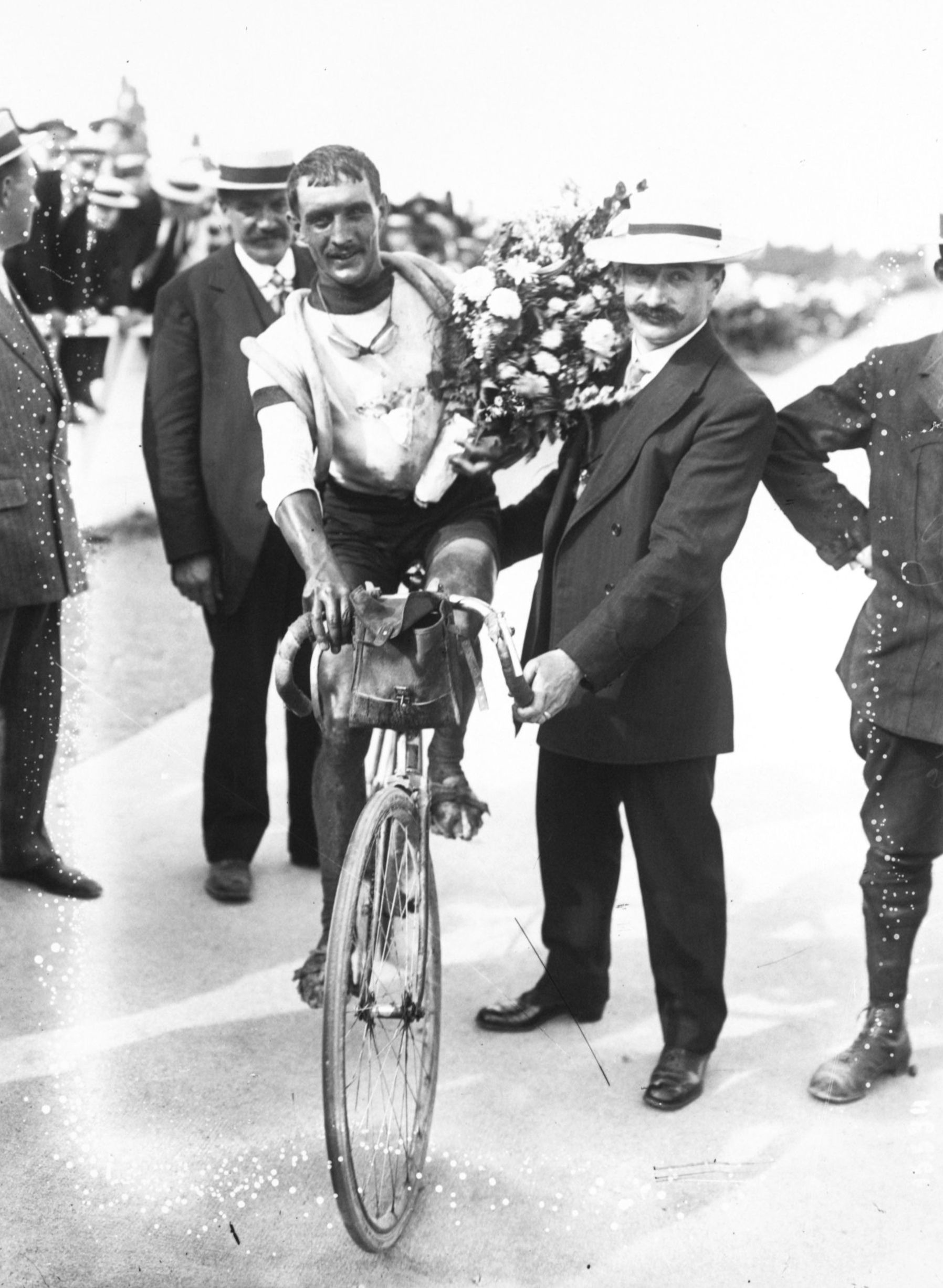
Marcel Godivier (1911)

Marcel Godivier (* 17. Januar 1887 in Versailles; † 9. Februar 1963 in Dreux) war ein französischer Radrennfahrer.
Marcel Godivier war Profi-Radrennfahrer von 1907 bis 1922. Siebenmal startete er bei der Tour de France. 1908 wurde er Neunter der Gesamtwertung, 1911 gewann er zwei Etappen und wurde Gesamtsechster.
1913 wurde Godivier Zweiter beim Bol d’Or und Dritter der Lombardei-Rundfahrt. 1921 wurde er französischer Vize-Meister im Steherrennen und 1925 Dritter. Er startete auch bei zehn Sechstagerennen.